# Tryphosella metacaecula
Tryphosella metacaecula är en kräftdjursart som beskrevs av J. L. Barnard 1967. Tryphosella metacaecula ingår i släktet Tryphosella och familjen Lysianassidae. Inga underarter finns listade i Catalogue of Life.